# Pimplinae
Pimplinae es una subfamilia de avispas parasíticas de la familia Ichneumonidae. Son de distribución mundial.
Son parasitoides de insectos Endopterygota, a menudo parasitan las pupas de Lepidoptera. Algunas especies parasitan los sacos de huevos de arañas. Hay 95 géneros.
Generalmente son insectos delgados, delicados, negros con marcas naranja. Las hembras tienen un largo ovipositor.

## Lista de tribus y géneros
- Delomeristini Hellén, 1915
  - Atractogaster Kriechbaumer, 1872
  - Delomerista Förster, 1868
  - Perithous Holmgren, 1859
  - Pseudorhyssa Merrill, 1915[5]

- Ephialtini Hellén, 1915
  - Acrodactyla Haliday, 1838
  - Acropimpla Townes, 1960
  - Acrotaphus Townes, 1960
  - Afrephialtes Benoit, 1963
  - Afrosphincta Benoit, 1953
  - Alophosternum Cushman, 1933
  - Anastelgis Townes, 1960
  - Aravenator Momoi, 1973
  - Calliephialtes Ashmead, 1900
  - Camptotypus Kriechbaumer, 1889
  - Clistopyga Gravenhorst, 1829
  - Clydonium Townes, 1966
  - Dolichomitus Smith, 1877
  - Dreisbachia Townes, 1962
  - Endromopoda Hellén, 1939
  - Ephialtes Gravenhorst, 1829
  - Eriostethus Morley, 1914
  - Eruga Townes, 1960
  - Exeristes Förster, 1869
  - Exestuberis Wang & Yue, 1995
  - Flacopimpla Gauld, 1991
  - Flavopimpla Betrem, 1932
  - Flacopimpla Gauld, 1991
  - Flavopimpla Betrem, 1932
  - Fredegunda Fitton, Shaw & Gauld, 1988
  - Gregopimpla Momoi, 1965
  - Hemipimpla Saussure, 1892
  - Hymenoepimecis Viereck, 1912
  - Iseropus Förster, 1868
  - Leptopimpla Townes, 1961
  - Liotryphon Ashmead, 1900
  - Lithoserix Brown, 1986
  - Odontopimpla Cameron, 1886
  - Oxyrrhexis Förster, 1868
  - Pachymelos Baltazar, 1961
  - Paraperithous Haupt, 1954
  - Parvipimpla Gauld, 1984
  - Pimplaetus Seyrig, 1932
  - Piogaster Perkins, 1958
  - Polysphincta Gravenhorst, 1829
  - Pseudopimpla Habermehl, 1917
  - Pterinopus Townes, 1969
  - Scambus Hartig, 1838
  - Schizopyga Gravenhorst, 1829
  - Sericopimpla Kriechbaumer, 1895
  - Sinarachna Townes, 1960
  - Ticapimpla Gauld, 1991
  - Townesia Ozols, 1962
  - Tromatobia Förster, 1869
  - Xanthephialtes Cameron, 1906
  - Xanthophenax Saussure, 1892
  - Zabrachypus Cushman, 1920
  - Zaglyptus Förster, 1869
  - Zatypota Förster, 1869
  - Zonopimpla Ashmead, 1900
- Pimplini Wesmael, 1845
  - Alophopimpla Momoi, 1966
  - Apechthis Förster, 1868
  - Echthromorpha Holmgren, 1868
  - Itoplectis Förster, 1869
  - Lissopimpla Kriechbaumer, 1889
  - †Parapimpla Théobald, 1937
  - Pimpla Fabricius, 1804
  - Strongylopsis Brauns, 1896
  - Xanthopimpla Saussure, 1892
- Theroniini Cushman & Rohwer, 1920
  - Augerella Gupta, 1962
  - Epitheronia Gupta, 1962
  - Neotheronia Krieger, 1899
  - Nomosphecia Gupta, 1962
  - Parema Gupta, 1962
  - Theronia Holmgren, 1859

## Galería

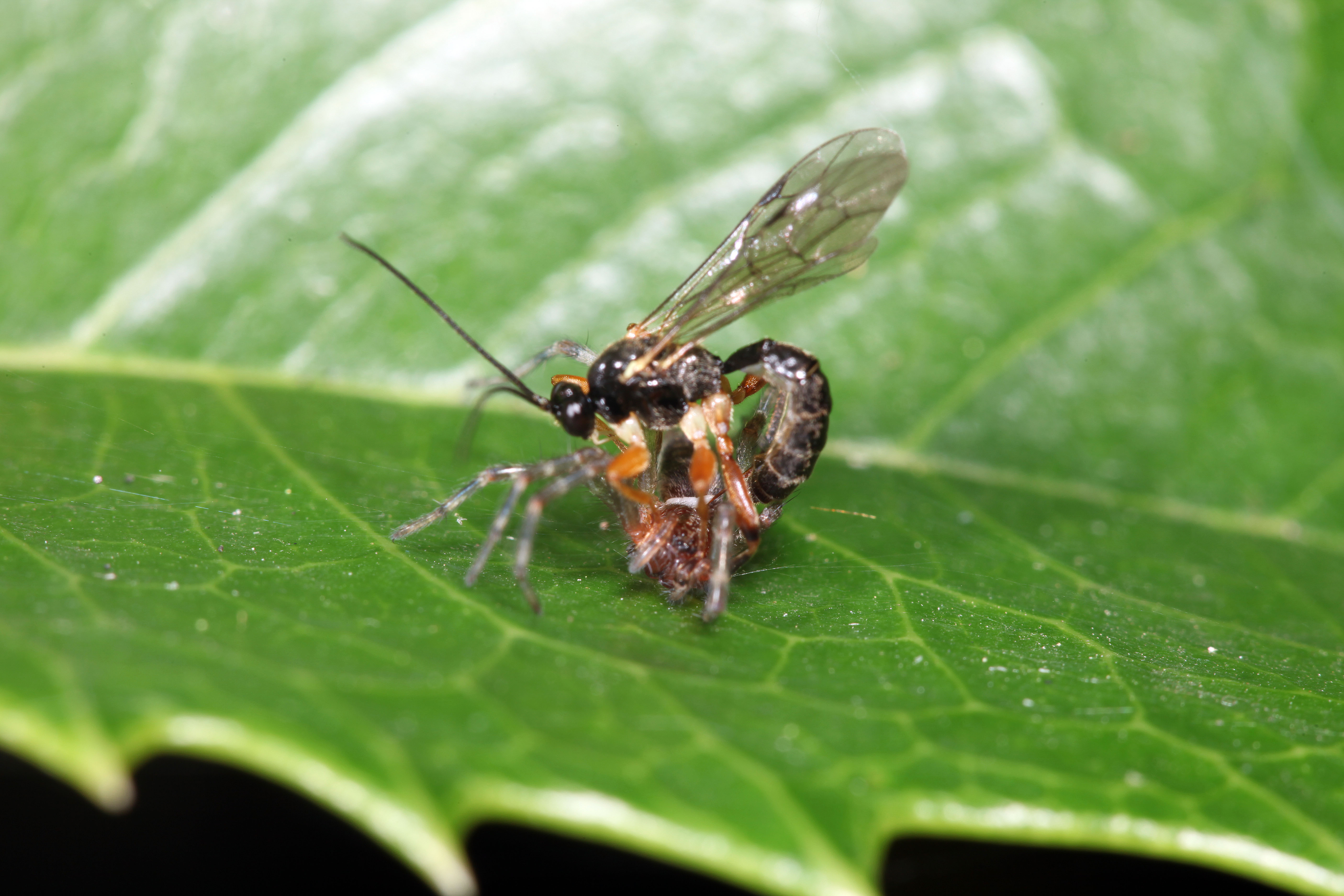
Brachyzapus nikkoensis poniendo un huevo en una araña
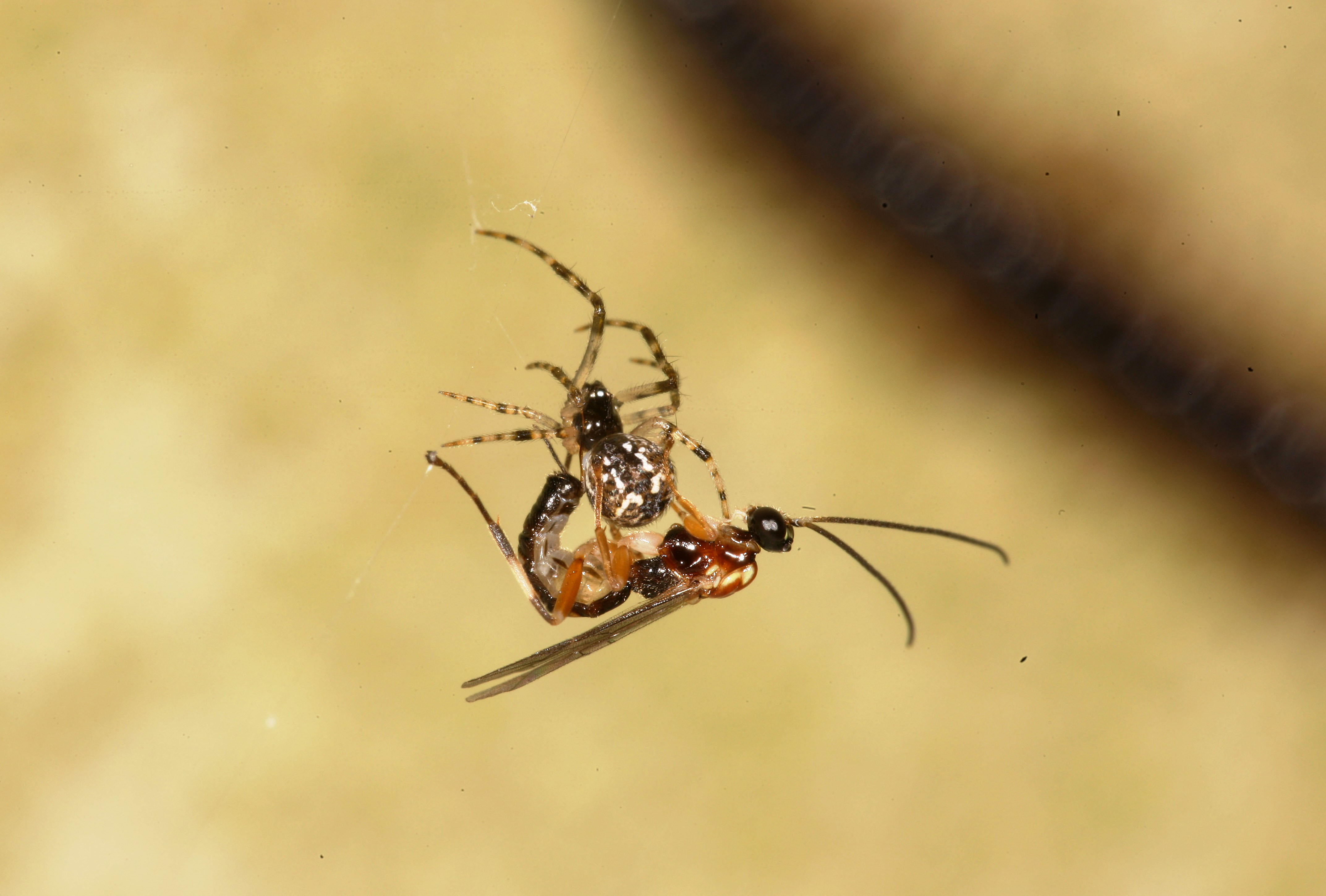
Zatypota albicoxa poniendo un huevo en una araña
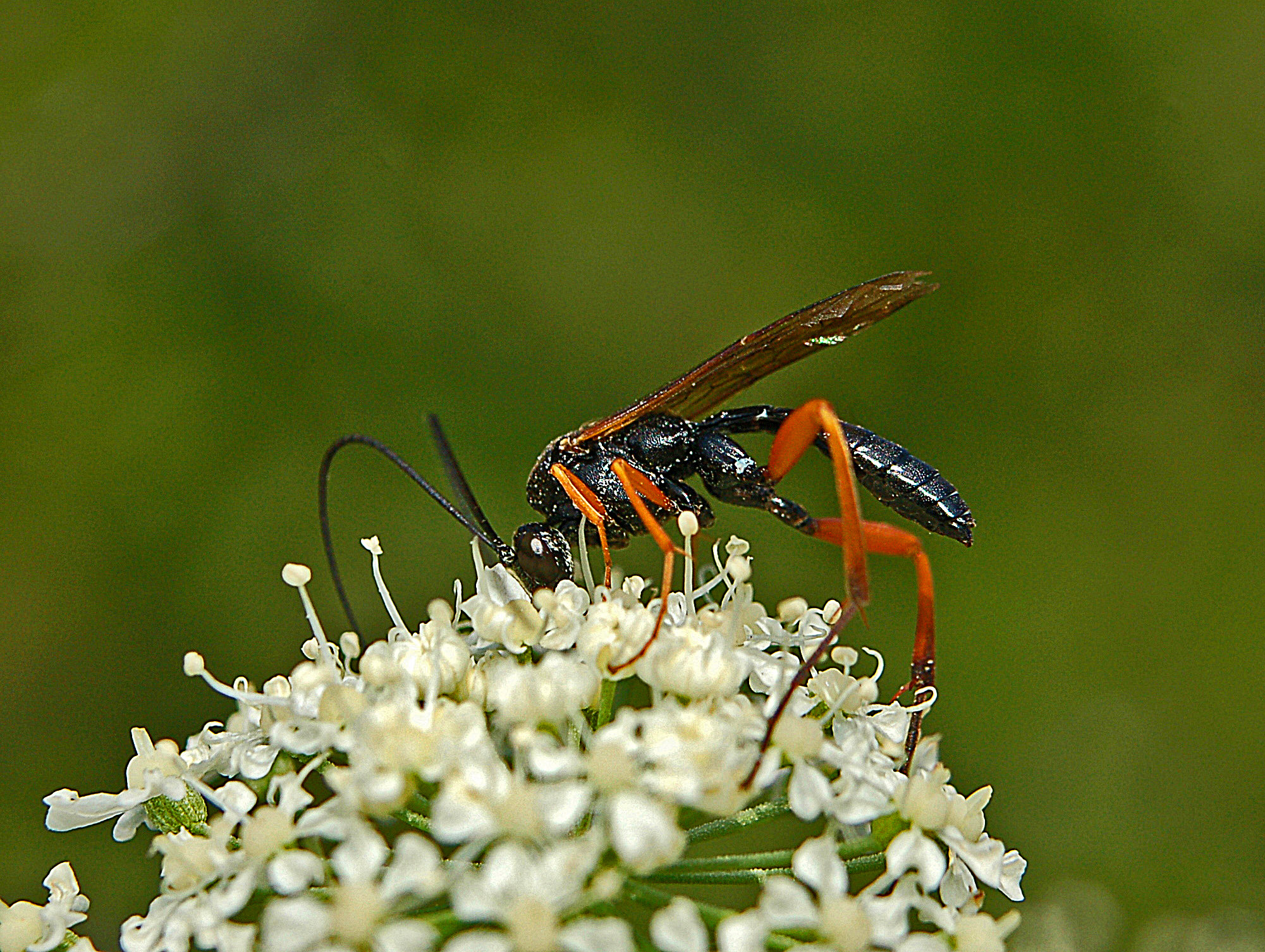
Pimpla cf. rufipes
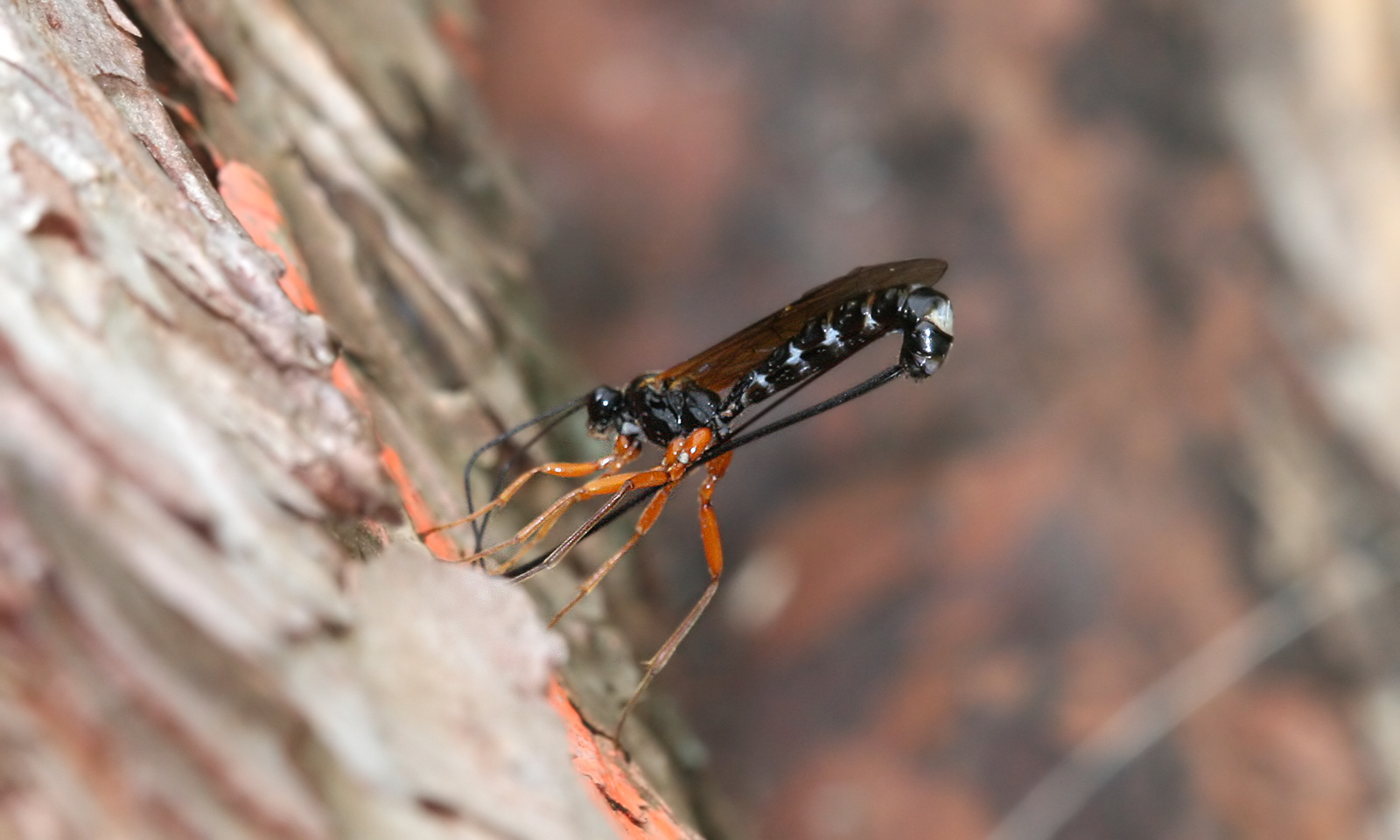
Dolichomitus sp.
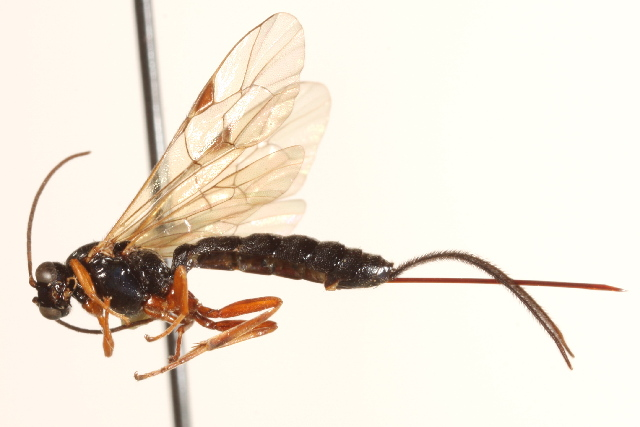
Scambus buolianae
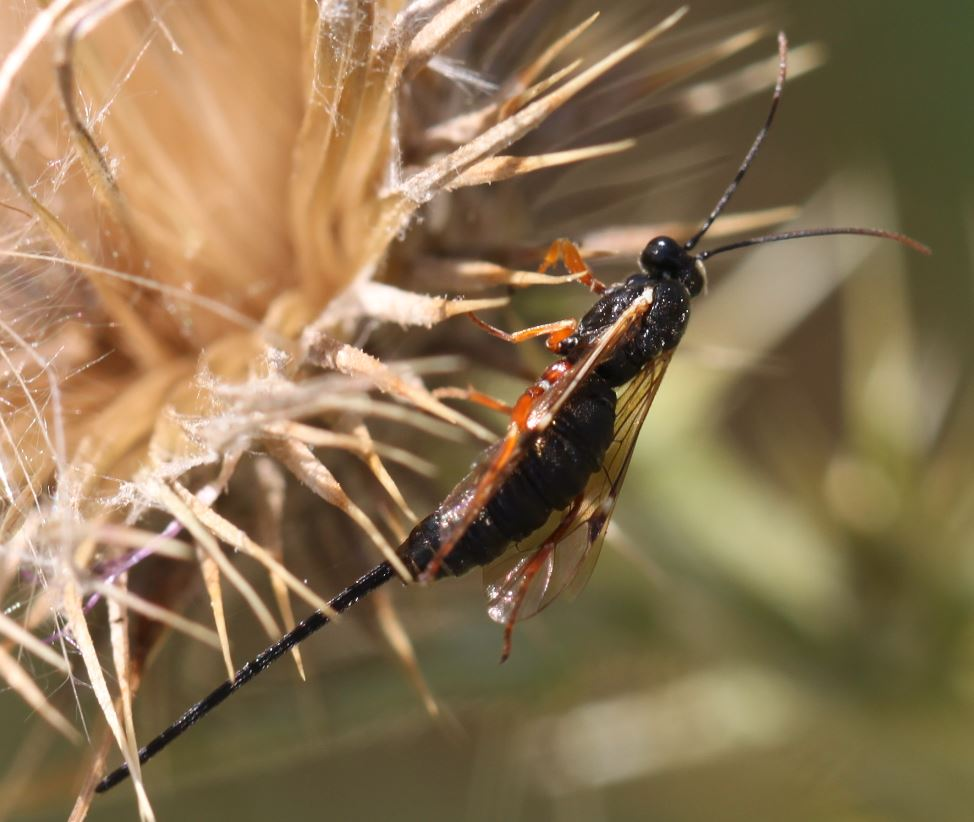
Exeristes roborator
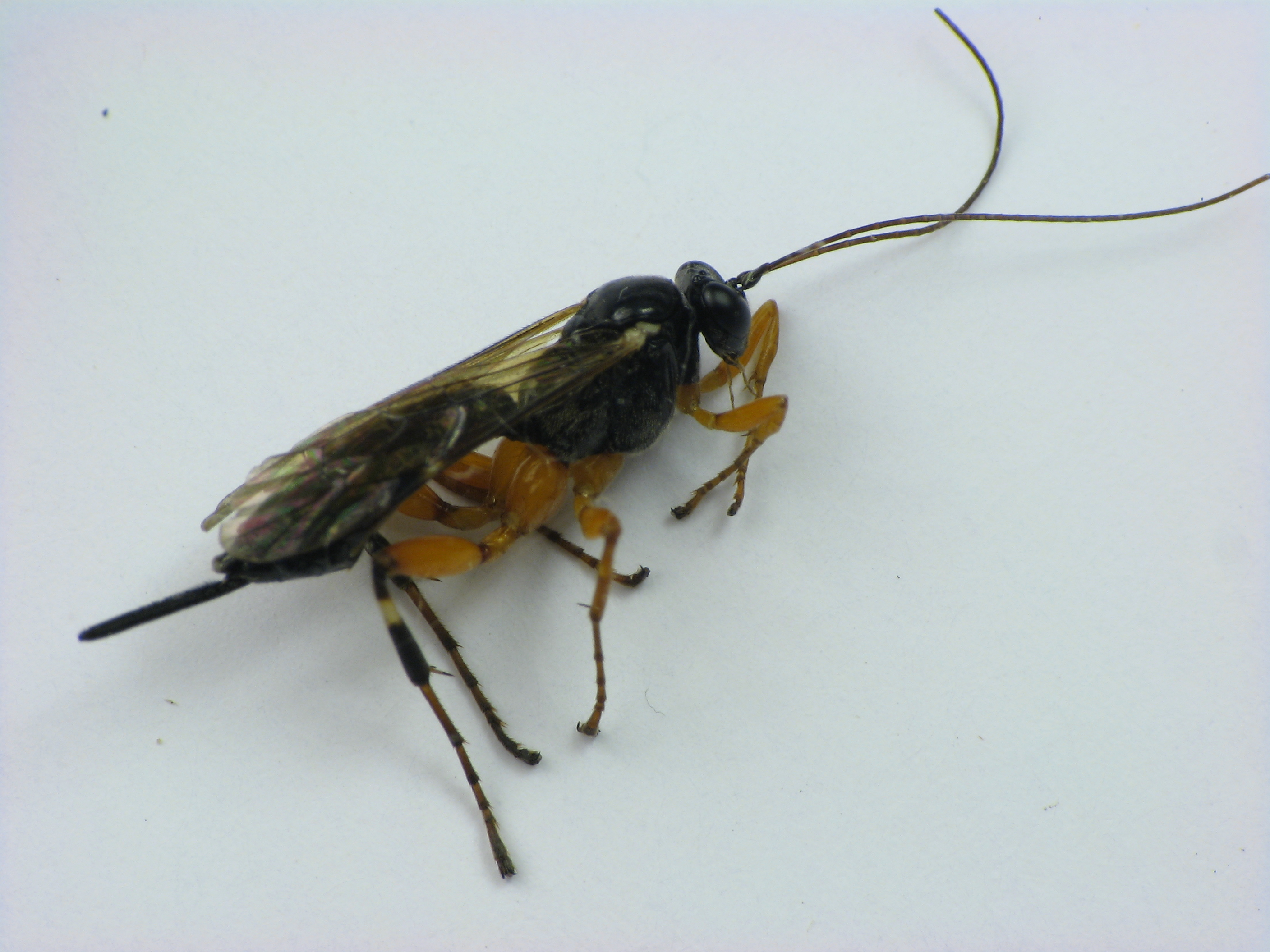
Pimpla sp., hembra
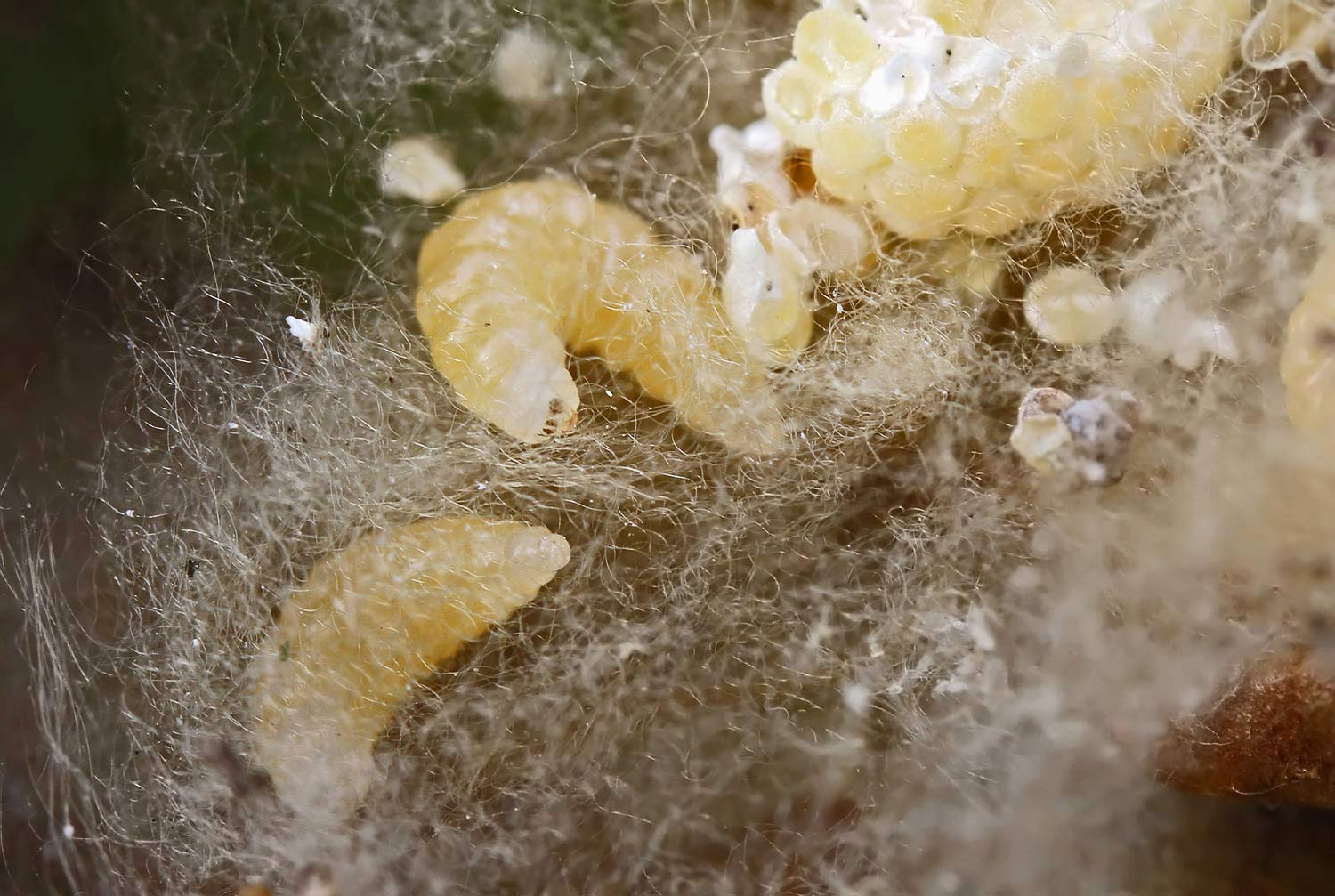
Tromatobia ovivora, larvas